# انتفاضة فاس 1990
انتفاضة فاس 1990 هي سلسلة أحداث دموية عبارة عن أعمال شغب وإضراب عام، وقعت في 14 ديسمبر 1990، في مدينة فاس المغربية. انتهت بمقتل العشرات وجرح المئات.